# Кутлер, Николай Николаевич
Николай Николаевич Кутлер (1859—1924) — государственный деятель Российской империи, действительный статский советник (1 апреля 1901), экономист и публицист. Член Государственной думы 2-го и 3-го созыва от города Санкт-Петербурга.

## Биография
Родился в Уфе 11 (23) июля 1859 года в обрусевшей немецкой дворянской семье, имевшей корни в родовитом Вюртембергском дворянстве. Его отец, Николай Фёдорович (1826—1887), был адъютантом графа Перовского в Оренбурге, затем графа Тотлебена, а выйдя в отставку с военной службы, занимал до 1875 года должность председателя Орловской губернской земской управы. Дед, Фёдор Львович Кутлер, был участником заграничного похода русской армии в 1813—1814 годах.
После окончания в 1882 году юридического факультета Московского университета Н. Н. Кутлер три года работал помощником присяжного поверенного, а затем перешёл на государственную службу в Министерство финансов.
Женился на Александре Николаевне Страховой.

### На государственной службе
В 1890—1892 годах был управляющим Симбирской казённой палатой. В 1892—1899 годах был вице-директором, а затем (1899—1904) директором Департамента окладных сборов Министерства финансов. По поручению учреждённой императором при министерстве финансов комиссии для пересмотра устава о земских повинностях, в 1894 году он подготовил «Краткий исторический очерк и обзор современного состояния законодательства о земских повинностях», «Проект главных оснований преобразования земских повинностей» и «Объяснительную записку» к «Проекту».
С 1901 года — действительный статский советник.
Был назначен 18 ноября 1904 года товарищем министра внутренних дел, а 20 января 1905 года — товарищем министра финансов. С 18 апреля 1905 года одновременно стал управляющим государственными Дворянским и Крестьянским земельными банками.
С 28 октября 1905 года был главноуправляющим землеустройством и земледелием в Совете министров и членом Государственного совета. В «Воспоминаниях» С. Ю. Витте так объяснил свой выбор: 

На Кутлере я остановился как на одном из наиболее деловых сотрудников моих во время управления мною финансами империи и как на человеке чистом и вообще весьма порядочном.
Витте поручил Кутлеру подготовку проекта земельной реформы. По требованию консервативной дворянской оппозиции вышел в отставку 4 февраля 1906 года из-за предложенного им проекта отчуждения части помещичьих земель (сдаваемой в аренду) в пользу малоземельного крестьянства.

### Межреволюционный период
С 1906 года — кадет, член ЦК партии, соавтор кадетской аграрной программы.
В 1907 году был избран во 2-ю Государственную Думу; в 3-ю Госдуму не баллотировался, однако в 1909 году прошёл в неё, баллотировавшись на место, освободившееся после исключения депутата от Петербурга А. М. Колюбакина.
В 1913 году занялся публицистикой — автор статей в «Новом энциклопедическом словаре» Брокгауза и Ефрона.
Член акционерного общества соединённых заводов «Донецкий» и «Союз», член Совета Азовско-Донского банка. В период Первой мировой войны — член Центрального Военно-промышленного комитета.

### Жизнь после революции
Был избран депутатом Учредительного собрания от кадетской партии. Первый раз арестован большевиками 29 декабря 1917 года. При его задержании возникла словесная перепалка между революционными солдатами, переросшая в стрельбу, Кутлер был случайно ранен в ногу и попал под конвоем в госпиталь. Освобождён 26 января 1918, после чего, по всей вероятности, и произошла его встреча с В. И. Лениным, изображённая на картине художника И. А. Владимирова.
Арестовывался большевиками 4 раза и около года провел в советской тюрьме. В. Ф. Климентьев в своих воспоминаниях описал встречу с Кутлером в Бутырской тюрьме после третьего ареста:

С правой стороны, в центре, была аккуратно прибранная постель Николая Николаевича Кутлера — видного кадета. Он был всегда наружно спокоен и невозмутим. Но иногда внутреннее кипение прорывалось у него не совсем разборчивым шипением, в котором все же можно было расслышать: «когда бы знать, что все так сложится», «когда бы знать», «когда бы знать…». Шипение это чаще всего прорывалось во время вечерних разговоров с доктором Димитрием Димитриевичем Донским, лидером сидящих в тюрьме правых эсеров. Ни с кем другим Н. Н. Кутлер не говорил. Он то мерил камеру большими шагами, то с каменным лицом просматривал «Правду» и «Известия».
1 июня 1919 года, через несколько дней после выхода из тюрьмы, вступил в должность заведующего сметным отделом Народного банка РСФСР.
В 1921 году входил во Всероссийский комитет помощи голодающим, в связи с чем 27 августа 1921 года был снова арестован. Через месяц был освобождён, по предложению наркома финансов Н. Н. Крестинского вновь принят на советскую службу и введён в состав правления Госбанка РСФСР. Также работал в Наркомфине и был одним из организаторов денежной реформы 1922—1924 годов, в ходе которой была введена новая валюта, обеспеченная золотом. Его подпись — на советских червонцах 1922 года. Нарком Г. Я. Сокольников пытался ввести Кутлера в состав коллегии Наркомфина, но категорические возражения председателя ВЧК Ф. Э. Дзержинского на заседании Политбюро в мае 1922 не позволили принять это решение. Экономист З. С. Каценеленбаум, работавший с Кутлером в правлении Госбанка с момента его учреждения, так описывал его роль:

В качестве одного из создателей червонца Николай Николаевич принял самое близкое участие в разработке наших эмиссионных законов. Им был разработан наказ о выпуске банковских билетов, в его ведении находился эмиссионный отдел, и он непосредственно руководил вопросами выпуска банкнот; в то же время он принимал деятельное участие в разработке вопросов кредитной политики Госбанка.
Скончался от разрыва сердца 10 мая 1924 года. Прощание с одним из руководителей Госбанка вылилось в масштабное общественное мероприятие, важной частью которого стала киносъёмка — честь, которой удостаивались далеко не все высокопоставленные коммунисты. П. Н. Милюков в эмигрантской прессе высказал убеждение, что Н. Н. Кутлер при Николае II, как и при Ленине, служил государству, как «спец», — и служил именно государству, а не личности правителя. Был похоронен на Миусском кладбище.

## Награды
- Орден Святой Анны 3-й степени (06.07.1890)
- Подарок в 1000 руб. из кабинета Его Императорского Величества (01.05.1899)
- Орден Святого Владимира 3-й степени (06.04.1903)
- Орден Святого Станислава 1-й степени (17.04.1905)
- бронзовая медаль «За труды по первой всеобщей переписи населения» (30.01.1897)

## Публикации
- Аграрные законы 1906 года и их судьба в будущей думе. О финансовой стороне аграрной реформы. — СПб.: тип. П. П. Сойкина, 1907. — 104 с.
- Речь Н. Н. Кутлера [в 12 заседании Госуд. думы 19 марта 1907 года] и Земельный законопроект Партии народной свободы. — СПб.: тип. Спб. АО «Слово», 1907. — 16 с.

## Брат П. Н. Кутлер
Павел Николаевич Кутлер (1865—1942), родившийся 19 (31) марта 1865 года в имении Вадбольских Лубянки Дмитровского уезда Орловской губернии, окончил в 1888 году Петровскую сельскохозяйственную академию. Управляющий Тамбовской (1899—1909) и Московской (1909—1914) казёнными палатами. Директор Департамента государственного казначейства (1914—1917). С 10 апреля 1911 года состоял в чине действительного статского советника; был награждён орденами Св. Владимира 3-й ст. (1913) и Св. Станислава 1-й ст. (1915).

Второй брат, Павел Николаевич, был и остался убежденным консерватором, «правым», монархистом. В его доме запросто бывали такие киты черносотенства, как пресловутый Н. Е. Марков-второй, мишень карикатуристов, злая ненависть всех, кто стоял на позициях хотя бы относительно прогрессивных, или как не менее известный министр внутренних дел Николай Маклаков, брат кадета и прославленного адвоката Маклакова Владимира.— 
После Октябрьской революции 1917 года: зав. финотделом, зав. отделом учёта госдоходов (1920—1922), управляющий отделом прямых налогов Госналога (1922—1930) Наркомата финансов СССР. Был арестован 23 августа 1930 года и приговорён к 10 годам в ИТЛ (позднее срок сокращён до 5 лет). Автор воспоминаний, которые были опубликованы в альманахе «Из глубины времён» (Вып. 11., 1999).